# Батталья, Роберто (фехтовальщик)
Роберто Батталья (итал. Roberto Battaglia, 23 июня 1909 — 25 апреля 1965) — итальянский фехтовальщик-шпажист, олимпийский чемпион и чемпион мира.

## Биография
Родился в 1909 году в Милане. В 1934 году стал серебряным призёром Международного первенства по фехтованию в Варшаве. В 1937 году выиграл первый официальный чемпионат мира по фехтованию (тогда же Международная федерация фехтования задним числом признала чемпионатами мира все прошедшие ранее Международные первенства по фехтованию). На чемпионате мира 1938 года завоевал бронзовую медаль.
После Второй мировой войны в 1949 году вновь стал чемпионом мира. На чемпионате мира 1951 года завоевал серебряную медаль. В 1952 году стал обладателем золотой медали Олимпийских игр в Хельсинки.